# 赛马场站 (基辅地铁)
赛马场站（烏克蘭語：Іподро́м，羅馬化：Ipodrom，發音：[ipɔˈdrɔm] ⓘ）是基辅地铁第51个车站，也是奧博隆-泰雷姆基線的终点站。车站位于霍洛西伊夫區格盧什科夫大道与瓦西里·卡西揚街交岔路口，比邻基辅赛马场。车站于2012年10月25日启用。

## 概况
赛马场站是明挖双层两柱三跨岛式车站，长104.0米，埋深11米。车站设有2个出入口，分别位于格鲁式科夫院士大道两侧。车站项目总工程师为S·克拉什尼奥夫（С. Крашньов），总建筑师为V·格涅维舍夫（В. Гнєвишев）。
目前，由于赛马场站和前一站展览中心站都没有设置站后渡线或折返线，因此由第聂伯英雄站开出的列车在展览中心站前渡线折返，并不进入赛马场站；而赛马场站目前只有一侧站台运作，与展览中心站依靠列车单线拉风箱运行。这种情况必须等有站后折返线的下一站泰雷姆基站开通才能解决。
该站站后预留日后往泰雷姆基-2区建设支线的条件。

## 历史
2010年12月，基辅城市建设委员会提交了一份关于奧波隆-泰雷姆基線由展览中心延长到敖德萨广场的计划书。根据这份计划书，赛马场站为单拱式车站。后来计划有变，在2011年12月提交的新方案里，赛马场站变成两柱三跨车站，其中一侧轨行区上方有连接两边站厅的走廊。这也是现在已落成的车站的样式。
车站于2011年秋天开建，2012年2月基坑基本开挖完成。两台负责开挖连接车站与展览中心站双线隧道的盾构机在2011年9月从当时即将完工的展览中心站出发，2012年2月28日实现右线贯通，4月10日左线贯通。10月初，车站出入口建设完毕。10月20日，车站迎来第一趟列车。
2012年10月25日，车站正式投入服务。乌克兰总理米克拉·阿扎罗夫及其他官员乘坐地铁到赛马场站，参加开通仪式。

### 改名建议
2012年3月，基辅大学乌克兰语学会向基辅市政府地名及地标委员会提议，把车站名字由“赛马场”改为“敖德萨”（Одеська）。委员会成员亚历山大·布里希涅茨（Бригинець Олександр Михайлович）称，这是一种表明以基辅为中心与该方向的联系惯例，正如明斯克站、切尔尼希夫站一样，而且车站与基辅的敖德萨广场相距不远，此举可表明基辅与敖德萨的联系。这项建议在同年9月被基辅市政府文化及旅游委员会反对。
此外，根据现有规划，奧波隆-泰雷姆基線将从泰雷姆基站延长到敖德萨广场，并设敖德萨站。